# 6. februar
6. februar er dag 37 i året, i den gregorianske kalender. Der er 328 dage tilbage af året (329 i skudår).
Dagens navn er Dorotheasdag efter Sankt Dorothea af Caesarea (279-311).

### Begivenheder
Født - Dødsfald
- 337 - Pave Julius 1. indleder sin embedsperiode.
- 1508 - Maximilian 1. krones til kejser af det Tysk-romerske rige.
- 1626 - I La Rochelle bliver der sluttet fred mellem de stridende parter i den franske religionskrig mellem huguenotterne og kronen.
- 1788 - Massachusetts bliver optaget i den amerikanske union.
- 1819 - Singapore grundlægges som en ny handelspost for Britisk Østindisk Compani af Stamford Raffles.
- 1836 - Charles Darwin når om bord på HMS Beagle frem til Diemens Land (Tasmanien).
- 1862 - Tropper under ledelse af Ulysses S. Grant vinder den første større sejr for Nordstaterne, da de indtager Fort Henry i Tennessee.
- 1864 - Under tilbagetrækning fra Dannevirke udkæmper bagtroppen under ledelse af general Christian de Meza et slag mod den preussisk-østrigske hær ved Sankelmark. Imens tager hæren under general Gerlach opstilling ved Dybbøl.
- 1904 - Den russisk-spanske krig begynder.
- 1918 - I Storbritannien får kvinder over 30 år stemmeret til parlamentet.
- 1943 - Den tyske rigsbefuldmægtigede Werner Best bliver forestillet for Kronprins Frederik i overværelse af stats- og udenrigsminister Erik Scavenius.
- 1958 - Et fly med Manchester Uniteds fodboldhold styrter i Münchens lufthavn, og otte spillere omkommer.
- 1959 - Indira Gandhi bliver leder af Indiens Kongresparti.
- 1964 - England og Frankrig bliver enige om at bygge en tunnel under Kanalen.
- 1968 - Danmarks Radio sender nu farvefjernsyn fra alle sendere.
- 1992 - Samerne fejrer for første gang nationaldag.
- 1996 - En Boeing 757 fra Turkish Airlines styrter i havet ud for den Dominikanske Republiks kyst og 189 mennesker omkommer.
- 1998 - Direktøren for MiljøTeam Århus Svend Erik Broch-Nielsen bliver afskediget.
- 2000 - Den amerikanske præsidentfrue Hillary Clinton meddeler, at hun søger valg som senator for byen New York City.
- 2001 - Ariel Sharon vinder valget til ministerpræsident i Israel.
- 2002 - Farums borgmester Peter Brixtofte bliver beskyldt for at have store udgifter til repræsentation og forbrug af meget dyre vine (8.000 kr/flaske).

### Født
- 1577 - Beatrice Cenci, italiensk adelig (død 1599)
- 1665 - Anne, engelsk regerende dronning (død 1714).
- 1895 - Babe Ruth, amerikansk baseballspiller (død 1948).
- 1897 - Louis "Lepke" Buchalter, amerikansk gangster (død 1944).
- 1905 - Władysław Gomułka, polsk kommunistleder (død 1982).
- 1911 - Ronald Reagan, amerikansk præsident og skuespiller (død 2004).
- 1912 - Eva Braun, tysker, Adolf Hitlers elskerinde (død 1945).
- 1917 - Zsa Zsa Gabor, ungarsk-amerikansk skuespillerinde (død 2016).
- 1922 - Patrick Macnee, engelsk skuespiller (død 2015).
- 1929 - Sixten Jernberg, svensk langrend (død 2012).
- 1932 - Francois Truffaut, fransk filminstruktør (død 1984).
- 1944 - Per Marquard Otzen, dansk tegner.
- 1945 - Bob Marley, jamaicansk musiker (død 1981).
- 1946 - Jim Turner, amerikansk kaptajn og politiker.
- 1962 - Axl Rose, amerikansk sanger i Guns N' Roses.
- 1964 - Dan Rachlin, dansk tv- og radiovært samt dj.
- 1966 - Rick Astley, engelsk sanger.
- 1970 - Per Frandsen, dansk fodboldspiller.
- 1976 - Kasper Hvidt, dansk håndboldspiller.
- 1976 - Prinsesse Marie, Prins Joachims hustru og medlem af det danske kongehus.
- 1985 - Fallulah, rumænsk-dansk sangerinde.
- 1986 - Jens Sætter-Lassen, dansk skuespiller.
- 1992 - Dodô, brasiliansk fodboldspiller.
- 1994 - Charlie Heaton, engelsk skuespiller.

### Dødsfald
- 1685 - Karl 2., engelsk konge (født 1630).
- 1918 - Gustav Klimt, østrigsk maler (født 1862).
- 1952 - Georg 6., engelsk konge (født 1895).
- 1963 - Christian Christiansen, dansk politiker og minister (født 1895).
- 1982 - Karmark Rønsted, dansk politiker og jurist (død 1982).
- 1993 - Arthur Ashe, amerikansk tennisspiller (født 1943).
- 1998 - Falco, østrigsk musiker og sanger (født 1957). - bilulykke
- 2004 - Jørgen Jersild, dansk komponist (født 1913).
- 2007 - Bent Skovmand, dansk planteforsker (født 1945).
- 2011 - Gary Moore, nordirsk rockguitarist (født 1952).
- 2025 - Peter Christensen, dansk folketingsmedlem og minister (født 1975).

- 2016 - Birte Tove, dansk skuespillerinde og nøgenmodel (født 1945)